# Jean-Claude Amoureux
Jean-Claude Amoureux (* 4. März 1956 in Toulon) ist ein ehemaliger französischer Sprinter.
1975 schied er bei den Halleneuropameisterschaften in Katowice über 60 Meter im Vorlauf aus und gewann bei den Junioreneuropameisterschaften in Athen Silber über 100 Meter.
1976 kam er bei den Halleneuropameisterschaften in München über 60 Meter erneut nicht über die erste Runde hinaus. Bei den Olympischen Spielen in Montreal wurde er Siebter in der 4-mal-100-Meter-Staffel und schied über 100 Meter im Vorlauf aus.
Bei den Halleneuropameisterschaften 1977 in San Sebastián scheiterte er über 60 Meter abermals im Vorlauf.

## Persönliche Bestzeiten
- 60 m (Halle): 6,81 s, 23. Februar 1975, Orléans
- 100 m: 10,39 s, 20. Juni 1976, Villeneuve-d’Ascq